# Anua ochracescens
Anua ochracescens là một loài bướm đêm trong họ Erebidae.